# YY Волопаса
YY Волопаса (лат. YY Boötis) — двойная затменная переменная звезда типа Алголя (EA) в созвездии Волопаса на расстоянии приблизительно 3288 световых лет (около 1008 парсеков) от Солнца. Видимая звёздная величина звезды — от +13,2m до +11,9m. Орбитальный период — около 3,9331 суток.

## Характеристики
Первый компонент — белая звезда спектрального класса A4, или A7III, или F9IV. Радиус — около 2,81 солнечных, светимость — около 15,93 солнечных. Эффективная температура — около 6883 K.
Второй компонент — оранжевый субгигант спектрального класса K4IV. Эффективная температура — около 4650 K.